# Observatoriet i Greenwich
Observatoriet i Greenwich är ett astronomiskt observatorium beläget i Greenwich Park, Greenwich i sydöstra London, Storbritannien. Observatoriet började byggas den 10 augusti 1675 av Christopher Wren, under Karl II av England.
Asteroiden 2830 Greenwich är uppkallad efter observatoriet.

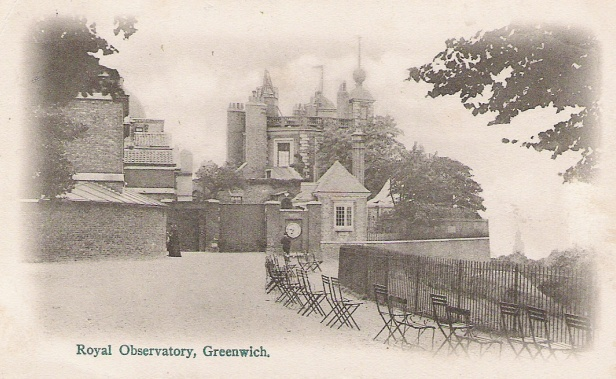
Observatoriet på ett vykort cirka 1902.